# Daliah Lavi

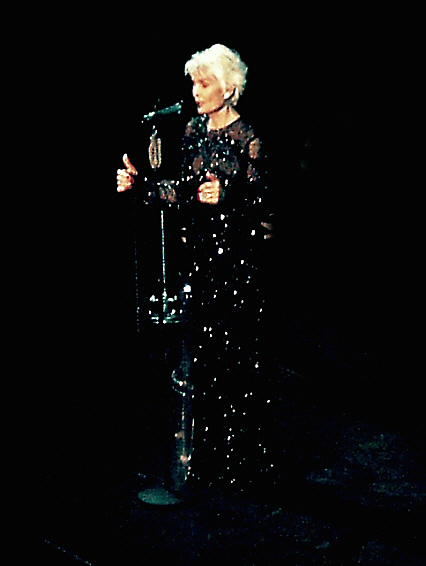
Daliah Lavi 2009.

Daliah Lavi, född 12 oktober 1942 i Shavei Tzion nära Akko i Israel, död 3 maj 2017 i Asheville i North Carolina i USA, var en israelisk skådespelare, sångerska och fotomodell. Hon studerade en tid balett i Stockholm och spelade i samband med detta en roll i filmen Hemsöborna.

## Filmografi i urval
- 1955 – Hemsöborna
- 1965 – Ten Little Indians
- 1966 – Spionen med den kalla nosen
- 1967 – Casino Royale
- 1968 – Attentat planeras
- 1969 – Some Girls Do